# Diethylbromphosphat
Diethylbromphosphat ist ein Derivat der Phosphorsäure, das zwei Ethoxygruppen und ein Bromatom trägt. Es handelt sich also sowohl um einen Ester als auch um ein Säurehalogenid.

## Herstellung
Diethylbromphosphat kann durch Umsetzung von Triethylphosphit mit Brom bei −78 °C hergestellt werden, eine Reaktion, die analog einer Arbusow-Reaktion abläuft.

## Reaktionen
Diethylbromphosphat eignet sich zur Herstellung von β-Lactamen aus α-Aminosäuren. Mit N-substituierten Aminosäuren ergeben sich deutlich bessere Ausbeuten als bei unsubstituierten. Es eignet sich als Oxidationsmittel, um aus Benzoin oder Benzil sowie einem aromatischen Aldehyd und Ammoniumacetat unter Einwirkung von Ultraschall ein trisubstituiertes Imidazol herzustellen. Es wurde auch in einer Totalsynthese der Colnelsäure verwendet um aus einem Vinylester eine Divinylethergruppe aufzubauen. Dabei wurde die Estergruppe mit Lithiumdiisopropylamid zum Enolat deprotoniert und mit Diethylbromphosphat in einen Phosphorsäureester überführt, der anschließend mit Triethylaluminium und Tetrakis(triphenylphosphin)palladium(0) reduziert wurde.